# Osojnica (Federacja Bośni i Hercegowiny)
Osojnica – wieś w Bośni i Hercegowinie, w Federacji Bośni i Hercegowiny, w kantonie zenicko-dobojskim, w mieście Zenica. W 2013 roku liczyła 1 mieszkańca – Boszniaka.